# Goran Ivanišević

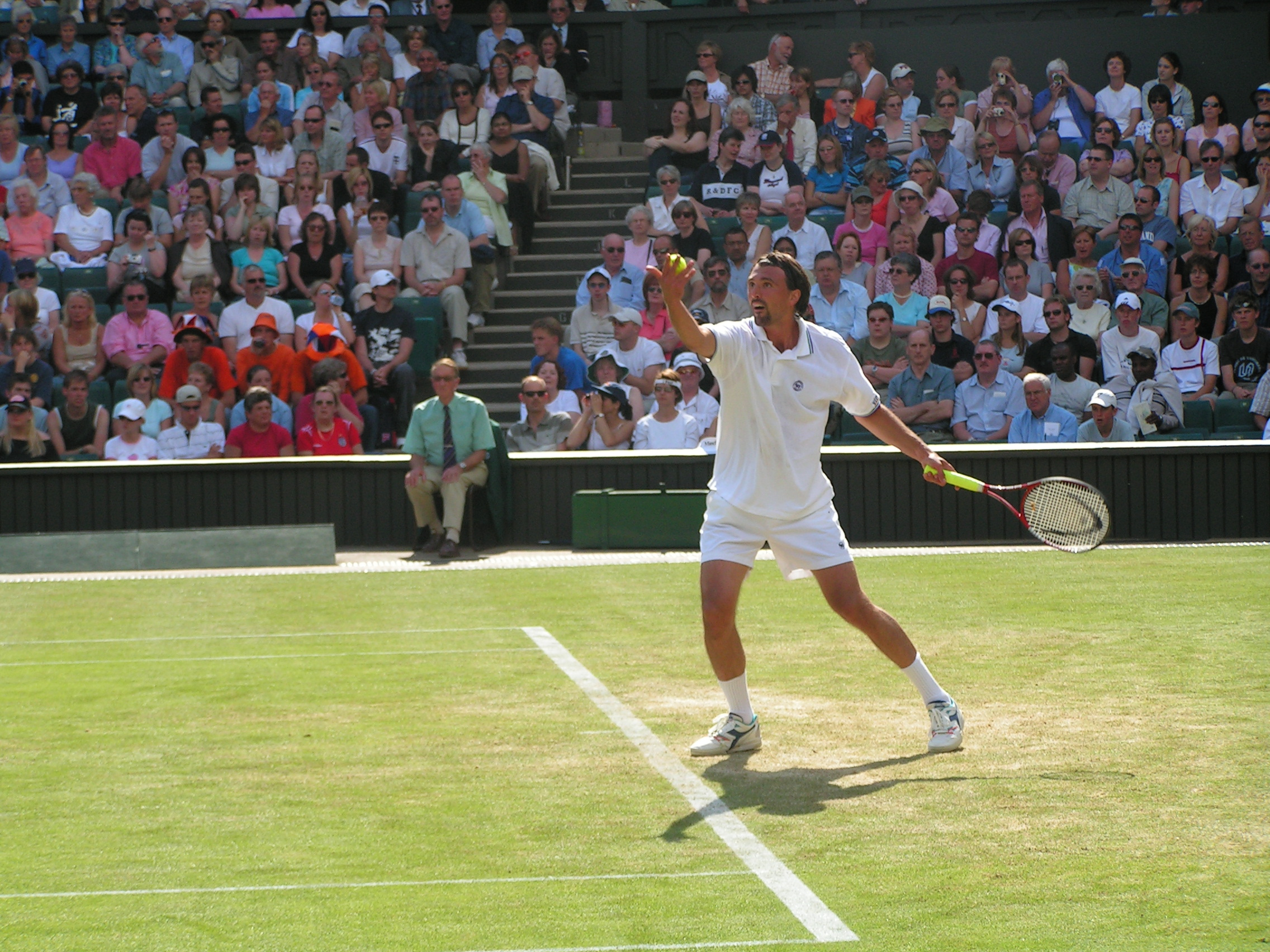
Goran Ivanisevic i Wimbledonmästerskapen 2004

Goran Simun Ivanišević, född 13 september 1971 i Split, dåvarande Jugoslavien, är en kroatisk vänsterhänt före detta professionell tennisspelare, mest känd för att under en lång tid ha stoltserat med världens hårdaste serve och för sin enda seger i Wimbledonmästerskapen år 2001, möjliggjord genom ett wild card.

## Tenniskarriären
Ivanisevic blev proffs 1988 och tillhörde sedan världseliten under hela 1990-talet. Säsongen 1988 vann Ivanisevic sin första tour-titel (dubbeln i Frankfurt). Han debuterade i Grand Slam-turneringar 1990, och nådde kvartsfinalen i singel i Franska öppna och semifinalen i Wimbledonmästerskapen. Han förlorade den senare mot Boris Becker över fyra set.
Tre gånger under 1990-talet spelade Ivanisevic singelfinal i Wimbledon och förlorade alla tre. I den första, 1992, mötte han Andre Agassi som besegrade honom i en femsetsmatch (6-7, 6-4, 6-4, 1-6, 6-4). I Wimbledonfinalen 1994 mötte han Pete Sampras och gjorde hårt motstånd i två set, innan Sampras slutligen vann med 7-6, 7-6, 6-0. De två möttes åter i Wimbledonfinal 1998, denna gång spelades matchen i fem set innan Sampras slutligen stod som segrare 6-7, 7-6, 6-4, 3-6, 6-2) och därmed ta sin femte singeltitel i mästerskapen.
Ivanisevic vann Grand Slam Cup 1995, och säsongen därpå vann han fem singeltitlar i ATP-turneringar. Under säsongerna 1999, 2000 och 2001 besvärades han av en skada i vänster skuldra vilket inverkade menligt på hans spelkapacitet, varvid han rasade kraftigt i ranking. På sommaren 2001 var han dock återställd tillräckligt för att ställa upp i Wimbledonmästerskapen. Han låg då på 125 plats på ATP-rankingen och var egentligen inte kvalificerad för spel i Wimbledon. Han tilldelades dock ett wild card och fick ändå spela. Mot förväntan lyckades han nå sin fjärde final i turneringen. Han mötte den australiske spelaren Patrick Rafter. Matchen blev mycket jämn och varade i tre timmar. Ivanisevic stod slutligen som segrare efter fem spelade set (6-3, 3-6, 6-3, 2-6, 9-7) och han vann därmed sin första och enda Grand Slam-titel. Han blev dessutom historisk som den första wild card-spelaren någonsin som lyckats ta en Wimbledon-titel. Rafter å sin sida hade därvid noterat sin andra raka finalförlust i Wimbledon. Under matchen fick Ivanisevic känning av sin axelskada och fick därför problem med sin vanligen så effektiva serve, men han lyckades ändå vinna matchen i första hand tack vare ett utmärkt volleyspel. Matchen räknas som en av de bästa finalerna i Wimbledonhistorien, vid sidan av mötet mellan Björn Borg och John McEnroe 1980 samt finalen 2008 mellan Rafael Nadal och Roger Federer.
Säsongerna 1990 och 1999 spelade Ivanisevic dubbelfinal i Franska öppna utan att ta någon titel. 
Han avslutade sin aktiva tävlingskarriär 2004, som bäst rankad som världstvåa 1994. Under sin karriär vann Ivanisevic 22 ATP-titlar i singel (varav en Grand Slam-titel) och nio i dubbel. Han spelade 1988-1991 i det jugoslaviska Davis Cup-laget och därefter i det kroatiska fram till 2003. Totalt spelade han här 63 matcher av vilka han vann 48.

## Spelaren och personen
Goran Ivanisevic är en vänsterhänt spelare, känd för sin förödande effektiva serve och ett utpräglat attackerande spel. Hans favoritunderlag var gräs, för vilket hans spel var bäst lämpat. Han är känd som den ATP-spelare som levererade flest servess. Under en säsong (1996) slog han 1477 ess, vilket är rekord. Ivanisevic är också känd för sitt känsliga psyke, ofta blev han extremt nervös i avgörande spelsituationer. Detta gjorde honom också till en något ojämn spelare som kunde varva briljanta insatser mot toppspelare med förluster mot lägre rankade. Han har själv kommenterat detta med orden (fritt översatt från engelskan): Problemet med mig är att jag spelar varje match mot fem andra motståndare; domaren, publiken, bollpojkarna, banan och mig själv.  
Efter ett längre uppehåll 2001–2003 på grund av skulderskadan gjorde han en kortare comeback 2004, men slutade definitivt i samband med Wimbledonmästerskapen det året.
Goran Ivanisevic fick 2001 utmärkelsen BBC Overseas Sport Personality of the Year.
Han bor nu i Monte Carlo, Monaco.

## Titlar

### Singel (22)
- 1990 – Stuttgart Outdoor
- 1991 – Manchester
- 1992 – Adelaide, Stuttgart Indoor, Sydney Indoor, Stockholm
- 1993 – Bukarest, Wien, Paris
- 1994 – Kitzbühel, Tokyo Indoor
- 1995 – Grand Slam Cup
- 1996 – Zagreb, Dubai, Milano, Rotterdam, Moskva
- 1997 – Zagreb, Milano, Wien
- 1998 – Split
- 2001 – Wimbledon

### Dubbel (9)
- 1988 - Frankfurt
- 1991 - Manchester, Milano, Rom
- 1992 - Adelaide
- 1995 - Bordeaux
- 1996 - Milano
- 1997 - Dubai, Zagreb

## Övrigt
- 2006 - Merrill Lynch Tour of Champions tournament in Frankfurt